# باربارا آلبرت
باربارا آلبرت (آلمانی: Barbara Albert؛ زادهٔ ۲۲ سپتامبر ۱۹۷۰) کارگردان فیلم، فیلم‌نامه‌نویس، تهیه‌کننده فیلم و بازیگر اهل اتریش است.
از فیلم‌ها یا مجموعه‌های تلویزیونی که وی در آن‌ها نقش داشته‌است، می‌توان به نواحی مرزی شمالی (۱۹۹۹) اشاره نمود.